# Íþróttabandalag Hafnarfjörður
L'Íþróttabandalag Hafnarfjörður, nota semplicemente come ÍBH o ÍB Hafnarfjörður, è stata una società calcistica islandese con sede nella città di Hafnarfjörður. La società nacque dalla fusione tra lo Fimleikafélag Hafnarfjörðar noto come FH e l'Haukar, altra società cittadina. La fusione nacque nel 1935 per sciogliersi nel 1961. Il club ha giocato per tre stagioni Urvalsdeild (Prima Divisione) e ha vinto due campionati di seconda divisione nel 1956 e nel 1958. Al termine della collaborazione, le due società ripresero separatamente le loro attività.

## Palmarès
- 1. deild karla: 1

1960